# Suzuki DL 1000 V-Strom
La V-Strom DL 1000, nota anche come DL1000, è una Maxi enduro con un motore bicilindrico a V di 996 cc, prodotta dalla casa giapponese Suzuki.
Il nome deriva dallo schema del motore bicilindrico a V e dal termine tedesco Strom che significa "flusso" o corrente.

## Il contesto
Il motore della V-Strom è basato sul V-twin inizialmente progettato per le Suzuki TL1000S e TL1000R. Esso incorpora elementi di design provenienti da altre moto Suzuki quali l'iniezione del carburante dei modelli GSX-R. Una versione di più piccola cilindrata, la V-Strom 650, è ancora in produzione.
Kawasaki, in base ad un accordo commerciale stipulato con Suzuki, commercializzava in Europa una versione identica della moto, chiamata Kawasaki KLV 1000.